# Mikhlaf (divisió administrativa)
Un mikhlaf, en plural mikhlafs o makhàlif (àrab: مخلاف, miẖlāf, pl. مخاليف, maẖālīf) fou una divisió administrativa de l'antic Iemen, que actualment ha esdevingut un terme geogràfic. El cap d'un mikhlaf era anomenat qil (àrab: قيل, qīl, pl. أقيال, aqyāl). Les fonts normalment les assimilen a les cores o ‘províncies administratives’ dels geògrafs àrabs o als rustaqs o ‘districtes rurals’ perses.

## Etimologia
El terme podria estar relacionat amb el terme sabeu ẖ.l.f, ‘hinterland d'una ciutat’. En aquest sentit, alguns autors consideren l'existència de mikhlafs ja en el regne de Sabà.

## Noms
Segons Ismaïl a-Akwa, els makhàlif prenen el seu nom de l'ancestre d'una tribu, d'un lloc, d'un cabdill famós o encara d'una ciutat.

## Nombre
Segons al-Yaqubí hi hauria hagut vuitanta-quatre mikhlafs, al Iemen històric, tot i que en les dues llistes que en dona no arriba mai a anomenar-los tots, ni tampoc coincideixen amb altres llistats o referències d'altres autors. Aquesta és la llista de makhàlif tal com apareix al Kitab al-Buldan d'al-Yaqubí:
- al-Yahsibayn
- Yakla
- Dhimar
- Tamu
- Iyan
- Tamam
- Hàmal
- Qúdam
- Khaywan
- Sinhan
- Rayhan
- Júraix
- Sada
- al-Akhruj
- Màjnah
- Haraz
- Hawzan
- Qufaa
- al-Wazira
- al-Hujr
- al-Maàfir
- Unna
- aix-Xawafí
- Jublan
- Wassab
- as-Sakun
- Xàrab
- al-Jànad
- Màswar
- ath-Thujja
- al-Mazra
- Hayran
- Marib
- Hadur
- Ulqan
- Rayxan
- Jayxan
- an-Nihm
- Bayx
- Dankan
- Qanawnà
- Yaba
- Zanif
- al-Urx de Jàzan
- al-Khassuf
- as-Sàïd
- Balha, també anomenat Mawr
- al-Màhjam
- al-Kadrà, també anomenat Saham
- al-Màqir, també anomenat Dhuwal
- Zabid
- Rima
- ar-Rakb
- Bani Majid
- Lahj
- Àbyan
- Bayn al-Wadiyayn
- Alhan
- Hadramawt
- Muqra
- Hays
- Harad
- al-Haqlayn
- Ans
- Bani Àmir
- Madhin
- Humlan
- Dhi Jura
- Khawlan
- as-Sarw
- ad-Dathina
- Kubayba
- Tabala

## Història
Tot i la possible relació amb les divisions administratives del regne sabeu, l'organització en mikhlafs és documentada en època medieval i es manté activa fins a època otomana, quan el Iemen és dividit en quatre liwàs que agrupen, cadascun, diversos makhàlif.